# Gorlin-Chaudhry-Moss-Syndrom
Das Gorlin-Chaudhry-Moss-Syndrom (GCM) ist eine sehr seltene angeborene Erkrankung mit einer Kombination von kraniofazialer Fehlbildung, Schwerhörigkeit, allgemeine Hypertrichose und weitere Fehlbildungen.
Synonyme sind: GCM-Syndrom; Kraniofaziale Dysostose mit genitaler, dentaler und kardialer Anomalie; Kraniofaziale Dysostose-Hypertrichose-Hypoplasie der Labia majora-Syndrom; englisch Fontaine progeroid syndrome;  Progeroid Syndrome, Congenital, Petty Type
Die Erstbeschreibung stammt aus dem Jahre 1960 durch die US-amerikanischen Ärzte Robert J. Gorlin, Anand P. Chaudhry und Melvin l. Moss.
Die weiteren Namensbezeichnungen beziehen sich auf Publikationen aus dem Jahre 1977 durch die Franzosen G. Fontaine und Mitarbeiter bzw. 1990 durch Elisabeth M. Petty, Renata Laxowa und Hans-Rudolf Wiedemann.

## Verbreitung
Die Häufigkeit wird mit unter 1 zu 1.000.000 angegeben, bislang wurde über 7 Betroffene berichtet. Die Vererbung erfolgt autosomal-rezessiv.

## Ursache
Der Erkrankung liegen Mutationen im SLC25A24-Gen auf Chromosom 1 Genort p13.3  zugrunde.

## Klinische Erscheinungen
Klinische Kriterien sind:
- Gesicht: konkaves Gesichtsprofil, vorgewölbte Stirn, tiefliegende Augen, vorspringender Mund, evertierte breite Unterlippe, antimongoloide Lidachse, Blepharophimose, enge Gehörgänge, Hypoplasie des Jochbogens, der Maxilla und der Mandibula, fliehendes Kinn, Hypodontie, partielle Mikrodontie
- Schädel: Kraniosynostose der Koronarnaht, Felsenbeinlordose, Clivushypoplasie, Brachyzephalie, Turricephalus
- Augen:  Astigmatismus, Hyperopie, verminderte Akkomodationsreaktion, partielle Hornhauttrübung, Horizontalnystagmus, mangelnder Lidschluss, Lidkolobom, Mikrophthalmie, Persistierende Pupillarmembran
- leichte Schallleitungsschwerhörigkeit
- offener Ductus botalli
- Nabelbruch
- Hypoplasie der Labia minora
- allgemeine Hypertrichose
- Minderwuchs, mäßige Entwicklungsverzögerung
- Skelett: Hypoplasie von Phalangen, der Nägel, kutane Syndaktylie, fehlende Flexionsfalte der Daumen, einzelne transversale Palmarfalten

## Differentialdiagnose
Abzugrenzen ist das Saethre-Chotzen-Syndrom.

## Geschichte
Das Progeroid-Syndrom Fontaine und das Gorlin-Chaudhry-Moss-Syndrom wurden ursprünglich als separate Erkrankungen angesehen. Nachdem in betroffenen Patienten jeweils die gleiche Genmutation nachgewiesen werden konnte, werden beide Krankheitsbilder als unterschiedliche Ausprägungsformen einer Erkrankung gewertet.